# Cyprideis lengae
Cyprideis lengae is een mosselkreeftjessoort uit de familie van de Cytherideidae. De wetenschappelijke naam van de soort is voor het eerst geldig gepubliceerd in 1961 door Hartmann.